# 新堂プロ
新堂プロ（しんどうぷろ）は2007年2月に設立された芸能プロダクション。
作家の新堂冬樹が代表取締役を務める。

## 過去所属タレント
- ゆき
- 桑田彩
- 高橋未希
- 若木萌
- エミリー
- 寺山葵
- 副島美咲

## 過去所属アーティスト
- ASSASSIN
- ゆめか

### 作家部門（所属作家）
- 新堂冬樹
- 渡邉睦月
- 安達元一
- 新田哲嗣
- 北本かつら
- 高橋未希（兼タレント部門）
- 若木萌（兼タレント部門）